# 世界結婚奇習物語
『世界結婚奇習物語』（せかいけっこんきしゅうものがたり、原題：The Mating Urge）は、1958年製作のアメリカ映画である。
南太平洋のニューヘブリデス諸島から、マラヤ、セイロン、アフリカなどの摩訶不思議な結婚の風習と奇習を描いたドキュメンタリー映画である。未開地での奇習、風習をユーモア交えて描いた点ではのちのイタリアで派生するモンド映画に先掛けた映画でもあった。
日本では1963年に公開。当時、外国映画の輸入等も手がけていた大蔵映画による配給だった。
モンド映画ブームの真っ只中に公開され、位置や扱いにしてもアメリカ製のモンド映画の一種とみなされている。但し、本家イタリア程の露骨な如何わしさは無い。
ちなみに『続・世界結婚奇習物語』も作られたが、日本ではテレビ番組・「金曜スペシャル」内で放映された。
日本語版解説は関光夫。